# Шанси
Шанси (кин: 山西, Shānxī) је покрајина у североисточном делу централне Кине и јужно од Пекинга. Административни центар и највећи град је Таијуан. Шанси заузима површину од 156.800 km², а у провинцији је 2004. живело 33.350.000 становника.

## Географија
Покрајина се простире на подручју од 204.846 km², по величини заузима (11. место). 

## Економија
Пшеница, кукуруз, житарице, махуне и кромпир су главни пољопривредни производи покрајине Шанси. Ипак, раст је ограничен хладном и сувом климом и опадањем водоснабдевања.
Шанси је најважнија област угља у Кини и држи око једне трећине укупне кинеске производње. Важна поља угља су у Датунгу, и Чангџију. Поред тога покрајина производи и једну трећину кинеског боксита у земљи. Сировине се користе у тешкој индустрији, и покрајина је једна од најзагађенијих у Кини.

## Култура
Древни град Пингиао основала је у периоду (827 п. н. е. - 782 п. н. е.), династија Хонгуу. Пингиао се налази на Унесковој листи светске културне баштине.